# 望月六郎 (映画監督)
望月 六郎（もちづき ろくろう、1957年9月5日 - ）は、日本の映画監督・AV監督。

## 来歴・人物
- 東京都出身。
- 慶應義塾大学文学部中退。大学在学中に演劇に目覚め、唐十郎主宰の「状況劇場」などに足繁く通う。
- 1981年、イメージフォーラム付属研究所入学。
- 卒業後、映像作家の金井勝に師事、その間書かれた脚本が中村幻児監督の目にとまり、『少女縄人形』として、1983年に映画化される。
- 中村監督の助監督を経たのち、1985年、『本番ビデオ・剥ぐ』で監督デビュー。
- 1987年、Eスタッフ・ユニオンを結成し、演出する[1]。代表作は「フラッシュバック」、「逆ソープ天国」（アリスJAPAN）など。
- 1991年、自叙伝的な自主制作映画の『スキンレスナイト』で映画界に復帰。国内外10か所以上の映画祭で招待され話題となる[1]。
- 『極道記者』（1993年）に出演した奥田瑛二は、この作品以降、継続的に望月作品に出演。
- 1995年、『新・悲しきヒットマン』で第5回日本映画プロフェッショナル大賞作品賞＆監督賞受賞。
- 『鬼火』『無国籍の男　血の収穫』『恋極道』の1997年公開の3作により、1997年度、キネマ旬報の監督賞を受賞。
- 1999年、一般的には代表作と言っても良い『皆月』（花村萬月原作）は、俳優の北村一輝の出世作となる。
- 任侠やロマンポルノで扱われるアウトロー・暴力・エロティシズムといった素材を扱いながら、過去の映画へのノスタルジーに回収されることのない「喪失感」の伴う表現が得意。経験に裏打ちされたオーソドックスでシンプルな演出のなかに、良質なプログラム・ピクチャーの余韻と繊細さを感じさせる。
- 2006年末、満を持して自身が脚本・演出を務める劇団「DOGA DOGA+(plus)」を旗揚げ。精力的に活動している。
- 2008年8月、月刊アクトレス「月刊」シリーズの中では初となる声優をモデルとしたイメージDVDである月刊落合祐里香を発表する。
- 2012年に2回、浅草を舞台に、日本の文豪の方々の作品をモチーフに、贋作シリーズを立ち上げる。1回1500人の動員を達成。
- 2012年、脚本家としても、頭角を表している。立松和平の原作を脚本中。
- 2016年、TV「ザ・ノンフィクション」により劇団の運営によって生活が困窮していることを公にした。

## 監督作品
- 汚い奴
- 少女縄人形
- 本番ビデオ・剥ぐ
- フラッシュバック
- 逆ソープ天国
- スキンレスナイト
- 極道記者
- 極道記者2・馬券転生篇
- 新・悲しきヒットマン（1995年）
- 鬼火
- 無国籍の男　血の収穫
- 恋極道
- 皆月（1999年）
- オジコンギャルのおやじ逆ナンパ
- 今昔伝奇 花神
- 偽装殺人（2001年）
- 獅子の血脈（2002年）
- 残侠伝説 覇王道（2002年）
- 修羅の血（2004年）
- 修羅の軍団（2006年）
- 修羅の軍団 完結編（2006年）
- 通貨と金髪
- 弱虫（チンピラ）
- かまち（2004年）
- 濡れた赫い糸（2005年）
- 外道
- 月刊インリン・オブ・ジョイトイ 血ト汗ト汁
- 月刊落合祐里香

## 舞台演出作品
- DOGADOGA+ 『贋作 人形の家』
- DOGADOGA+ 『贋作 春琴抄』
- DOGADOGA+『贋作 伊豆の踊り子』
- DOGADOGA+『贋作 春琴抄2012』唐十郎氏も初観劇を。

## テレビ主演
- ザ・ノンフィクション夢を追う男、ついてゆく女（2016年8月21日、フジテレビ系）